# 东局子街道
东局子街道，是中华人民共和国吉林省吉林市昌邑区下辖的一个乡镇级行政单位。

## 行政区划
东局子街道下辖以下地区：
锦东社区、江华社区、永昌社区、盛昌社区、永强社区和欣炭社区。